# Christel Lang
Christel Lang – später Christel Kaib und Christel Kipp – (* 14. Oktober 1947) ist eine ehemalige deutsche Tischtennis-Nationalspielerin.

## Jugend
Lang begann mit dem Tischtennissport beim Verein SC Union Ohligs, wo sie bald nationale und internationale Erfolge verzeichnete und mit dessen Damenmannschaft sie 1964 in die Oberliga aufstieg. 1963 und 1964 wurde sie deutsche Jugendmeisterin im Einzel. Zudem gewann sie 1963 den Titel im Doppel mit Mechtild Wickl, 1964 im Mixed mit Helmut Faure sowie 1965 im Doppel mit Hannelore Kalka und im  Mixed mit Willi Grobe. Das Endspiel erreichte sie 1963 im Mixed mit Walter Dahlmann und 1965 im Einzel.
Mehr als 60 Mal spielte Lang in der westdeutschen WTTV-Jugendauswahl, zweimal nahm sie an Europameisterschaften und einmal an Weltmeisterschaften teil. Bei der Jugendeuropameisterschaft 1965 gewann sie mit der Zweiermannschaft im Team mit Jutta Krüger Silber.
Im November 1964 wurde sie für die Teilnahme an 50 Jugend-Länderkämpfen geehrt.

## Erwachsene
Bei den nationalen deutschen Meisterschaften trat Lang meist im Doppel mit Rosemarie Seidel und im Mixed mit Wilfried Lieck. Im Mixed kam sie von 1965 bis 1967 ins Halbfinale, 1968 wurde sie Zweiter um 1969 und 1970 die deutsche Meisterschaft zu gewinnen. Im Doppel erzielte sie 1966 und 1967 Platz drei.
Die Saison 1964/65 schloss sie in der Damen-Oberliga West mit einer positiven 26:3 Bilanz ab. In der Nationalen Rangliste wurde sie 1965 auf Platz sechs geführt. 1966 schloss sie sich dem Verein DSC Kaiserberg an, mit dessen Damenmannschaft sie 1968 deutscher Pokalsieger wurde. Später spielte sie beim PSV Waspo Remscheid in der Verbandsliga (um 1970) und bei Weiß-Rot-Weiß Kleve.
1965 und 1969 wurde sie für die Individualwettbewerbe der Weltmeisterschaften nominiert. 1965 in Ljubljana gewann sie im Einzel gegen Ramona Darbin (Irland) und Maija Nieminen (Finnland) und schied dann gegen Cirila Pirc (Jugoslawien). Im Doppel mit Jitka Karlíková (CSSR) setzte sie sich gegen Loukia Skrivanou/Panagiota Kotsia (Griechenland) und Ramona Darbin/Iran Elyasvand (Irland) durch. Das spätere Weltmeisterdoppel Cheng min-chih/Lin Hui-Ching (China) war jedoch zu stark. In München unterlag sie 1969 nach kampflosen Weiterkommen der Japanerin Kazuko Ito. Auch im Doppel mit Heidi Müller (München) verlor sie in der ersten Runde gegen Mary van Ruiten/Mieke ten Broek (Niederlande).

## Senioren
1985 wurde Christel Kipp mit der Goldenen Ehrennadel des Westdeutschen Tischtennisverbandes WTTV geehrt. Sie war in der Folge weiterhin bei Seniorenturnieren aktiv und erfolgreich:
- 1990: Deutsche Seniorenmeisterin Ü40 im Einzel und Doppel mit Barbara Lang
- 1999: Deutsche Seniorenmeisterin Ü50 im Einzel und Doppel mit Barbara Lang
- 2008: Deutsche Seniorenmeisterschaft Ü60: Platz 2 im Einzel und im Doppel mit Roswitha Lindner

Dabei spielte sie in verschiedenen Vereinen, etwa TTC Fortuna Solingen (Ende der 1990er Jahre), TTC Wald und bis heute (2010) TTC Wuppertal (Verbandsliga).

## Privat
Christel Lang entstammt einer Tischtennisfamilie. Ihre Mutter Erna Lang spielte bereits bei SC Union Ohligs, ihr Vater Erwin Lang war Damenwart und zuletzt Ehrenmitglied im Westdeutschen Tischtennisverband WTTV. Ihre Cousine Barbara Lang hatte Oberligaerfahrung mit SC Union Ohligs und Weiß-Rot-Weiß Kleve und war Teilnehmerin mehrere deutschen Meisterschaften. Nach ihrer ersten Heirat um 1968 trat Christel Lang unter dem Namen Kaib auf. 1976 heiratete sie erneut und hieß danach Kipp. Mit ihrer Tochter Bettina Kipp (* 1977) spielte sie weiterhin beim TTC Wuppertal.

## Turnierergebnisse
| Verband | Veranstaltung     | Jahr | Ort       | Land | Einzel    | Doppel    | Mixed     | Team |
| ------- | ----------------- | ---- | --------- | ---- | --------- | --------- | --------- | ---- |
| FRG     | Weltmeisterschaft | 1969 | München   | FRG  | Qual      | Qual      | letzte 64 |      |
| FRG     | Weltmeisterschaft | 1965 | Ljubljana | YUG  | letzte 64 | letzte 32 | Qual      |      |